# Mammelomys lanosus
Il ratto dalla coda a mosaico degli altopiani (Mammelomys lanosus  Thomas, 1922) è un roditore della famiglia dei Muridi endemico della Nuova Guinea.

## Descrizione
Roditore di medie dimensioni, con la lunghezza della testa e del corpo tra 132,4 e 171 mm, la lunghezza della coda tra 105 e 146 mm, la lunghezza del piede tra 33,4 e 38 mm, la lunghezza delle orecchie tra 18,5 e 20,2 mm e un peso fino a 123 g.

La pelliccia è lunga e soffice. Le parti superiori sono grigiastre miste al rossiccio o al giallo-brunastro. I fianchi sono più grigiastri. Le parti inferiori sono bianche con la base dei peli color ardesia. La fronte è grigiastra; il colore si estende dietro fino alla nuca. Sono presenti degli anelli nerastri intorno agli occhi. Le guance e la gola sono grigiastre. Il mento è bianco. Le orecchie sono piccole con una macchia nerastra alla loro base posteriore. Le mani e i piedi sono bianchi. La coda è più corta della testa e del corpo, è color ardesia sopra e bianca sotto. Ci sono 7 anelli di scaglie per centimetro.

## Distribuzione e habitat
Questa specie è diffusa nella cordigliera centrale della Nuova Guinea.
Vive nelle foreste muschiose montane primarie e secondarie tra 1.000 e 3.200 metri di altitudine.

## Conservazione
La IUCN Red List, considerato il vasto areale, la popolazione numerosa e la mancanza di serie minacce, classifica M.lanosus come specie a rischio minimo (Least Concern).